# 440794 Wytrzyszczak
440794 Wytrzyszczak este o planetă minoră (asteroid), cu un diametru de 2,347 km, din centura de asteroizi. A fost descoperită pe 28 iulie 2006 la Andrușivska astronomicina observatoria⁠(d) de Andrușivska astronomicina observatoria⁠(d). 
Obiectul prezintă o orbită caracterizată de o semiaxă mare de 2,6990865918628 UAi, o excentricitate de 0,31497779349242, o înclinație de 7,4254364368462 ° în raport cu ecliptica.